# Europäisches Strategieforum für Forschungsinfrastrukturen
Das Europäische Strategieforum für Forschungsinfrastrukturen (engl. European Strategy Forum on Research Infrastructures), ESFRI, ist ein multidisziplinäres Forum für die Mitgliedstaaten der Europäischen Union und assoziierte Staaten im Bereich der Forschungsinfrastrukturen. Es wurde 2002 vom EU Council der Forschungsminister (Competitiveness Council) ins Leben gerufen. Das Forum trifft sich in der Regel vierteljährlich und dient unter anderem der Entwicklung einer Forschungsinfrastrukturen-Roadmap. Diese enthält Forschungsinfrastrukturen zu den Bereichen Physik und Ingenieurwissenschaften, Umwelt, Energie, Gesundheit und Ernährung sowie Kulturelle und Soziale Innovation. Die Europäische Kommission hat mit Hilfe von ESFRI eine neue Rechtsform für Forschungsinfrastrukturen geschaffen, das Konsortium für eine europäische Forschungsinfrastruktur (ERIC). Die Liste der aktiven ESFRI-Projekte der ESFRI Roadmap 2016 enthält 21 Projekte sowie 29 Landmarks.